# Pro Evolution Soccer 2019
Pro Evolution Soccer 2019 (popularmente conhecido pela sua abreviação PES 2019 e por Winning Eleven 2019 no Japão), é um jogo de futebol desenvolvido pela PES Production e publicado pela Konami para Microsoft Windows, PlayStation 4 e Xbox One, e que pertence à série Pro Evolution Soccer. O lançamento ocorreu no dia 28 de Agosto de 2018 para as Américas e 30 de Agosto de 2018 para o resto do mundo. Philippe Coutinho e David Beckham são os jogadores das capas do jogo. No dia 9 de maio, a Konami anunciou oficialmente o teaser trailer de PES 2019, e a nota oficial do jogo. Pro Evolution Soccer 2019 tem 3 versões diferentes, a Legend Edition (Edição Lendária) que custou R$ 249,99 no lançamento, a David Beckham Edition que custou R$ 229,99 no lançamento, e a Standard Edition (Edição Padrão) que custou R$ 199,99 no lançamento.
O jogo conta com o sistema antipirataria Denuvo.

## Demonstração gratuita
A demonstração gratuita do jogo está disponível desde 7 de Agosto de 2018, para as plataformas PlayStation 4, Xbox One e PC via Steam, pela primeira vez sendo lançada nela ao mesmo tempo das outras.
Clubes disponíveis:
- Barcelona
- Liverpool
- Monaco
- Schalke 04
- Inter de Milão
- Milan
- Flamengo
- Palmeiras
- São Paulo
- Colo-Colo
- Seleção Francesa
- Seleção Argentina

Os Estádios disponíveis são a Veltins-Arena (Schalke 04) e o Camp Nou (FC Barcelona).

## O Novo MyClub
O modo MyClub terá várias novidades para esta nova versão, onde haverá uma melhor inclusão do modo de PES League com partidas semanais em diferentes grupos de acordo com o nível do jogador, um conjunto de cartas com jogadores que em um certo tempo estão jogando bem na vida real, além de continuar com os modos e características já presentes nas edições passadas, como o modo cooperativo e as lendas.

## Novos Aspectos
A Volta Da Neve: Após muitos pedidos da comunidade a o clima neve volta ao jogo depois de mais de 10 anos.
Suporte 4K HDR: O jogo contará com compatibilidade 4K HDR em plataformas que o suportam, isso permite gráficos com maior clareza e uma gama de cores mais realistas. Foi adicionada também a resolução dinâmica.
Enlighten: Utilização do software Enlighten para melhorar a iluminação natural e dos refletores. Os campos e as arquibancadas serão mais realistas de acordo com a hora do dia, o que dá um toque mais autêntico ao PES 2019.
Momentos Mágicos: Foram adicionadas 11 novas habilidades que tornarão os jogadores ainda mais únicos, incluindo giro controlado, passe sem olhar e diferentes tipos de chute. Essas novas habilidades aumentam a quantidade disponível no jogo a 39. Novas mecânicas de chute com animações variadas e exclusivas foram adicionadas, incluindo o movimento da bola passando pelas mãos esticadas do goleiro, reações do atacante que perdeu um gol por pouco e reações mais intensas/felizes perto da área.
Resistência Visível: Um sistema de resistência reprogramado e reequilibrado. Jogadores darão indicativos visuais claros quando estiverem cansados e o nível de resistência influenciará o desempenho. O gerenciamento dos jogadores durante a partida e o momento das substituições pode ser o diferencial entre vencer e perder.
Substituições Rápidas: Substituições rápidas ficarão disponíveis quando a bola sair de jogo. Apenas pressionar um botão (View no Xbox One, Share no PS4) vai exibir as alterações recomendadas com base na posição e na resistência. Não precisa mais interromper aquela partida emocionante!

### Liga Master
Inclusão de Feed de Notícias: Um novo feed está incluso no menu da Master Liga e traz vídeos como a coletiva de imprensa de um técnico recém-contratado, a conquista de um campeonato, a premiação de um título individual e momentos que destacam os principais triunfos do clube que você está treinando.
Desenvolvimento do jogador mais preciso e realista: O desenvolvimento dos jogadores será mais preciso e realista, incorporando todas as 11 novas habilidades que foram incluídas no PES 2019. As habilidades do goleiro agora farão parte dos principais treinos. Além disso, haverá uma função para determinar a importância de cada elemento nos treinos. Os usuários poderão desenvolver jogadores de acordo com a estratégia de seu time.
Negociações de Transferências: Sistema de negociação e gerenciamento de orçamento melhorados. Adicionadas cláusulas de revenda e 'sem gols sofridos' para exigir um trabalho estratégico em campo e na gestão do clube. O fluxo geral das negociações de transferências mudou para que os termos e condições sejam conhecidos desde o começo.

## Licenças

### International Champions Cup
Em 24 de julho de 2017 Konami e ICC firmaram um acordo de cooperação, embora a princípio, foi anunciado que este torneio iria ser incluído no PES 2018, não houve tempo suficiente de implementá-lo no jogo, este mesmo foi incluído como um torneio de pré-temporada no PES 2019.

### Licença da UEFA
O site oficial da UEFA anunciou que a parceria com a Konami foi encerrada após frutíferos 10 anos, passando a ser implementada pelo rival FIFA 19, em um contrato de 3 temporadas. Portanto, PES deixará de ser contado a UEFA Champions League, UEFA Europa League, Super Taça Europeia e o estádio da fase final presente no PES 2018. O acordo para seleções pode continuar.

### Ligas
A tabela a seguir mostra as ligas presentes no jogo até o momento:
| Região                     | Competição              | Licença | Notas                                  |
| -------------------------- | ----------------------- | ------- | -------------------------------------- |
| Argentina                  | Superliga Argentina     | 1       | Nova                                   |
| Brasil                     | Brasileirão Série A     | 6       | Continua                               |
| Chile                      | Campeonato Scotiabank   | 1       | Nova                                   |
| Colômbia                   | Liga Águila             | 1       | Nova                                   |
| Bélgica                    | Jupiler Pro League      | 1       | Nova                                   |
| China                      | Chinese Super League    | 1       | Novavia DLC 2.00                       |
| Dinamarca                  | Superliga               | 1       | Nova                                   |
| Escócia                    | Scottish Premiership    | 1       | Nova                                   |
| Espanha                    | Liga Espanhola          | 3       | Somente o Barcelona está licenciado    |
| França · Mónaco            | Ligue 1 Conforama       | 1       | Continua                               |
| França · Mónaco            | Domino's Ligue 2        | 1       | Continua                               |
| Inglaterra · País de Gales | Liga Inglesa            | 3       | Apenas Arsenal e Liverpool licenciados |
| Inglaterra · País de Gales | Liga Inglesa 2          | 3       |                                        |
| Países Baixos              | Eredivisie              | 1       | Continua                               |
| Itália                     | Liga Italiana           | 3       | Somente a Juventus não está licenciada |
| Portugal                   | Liga NOS                | 1       | Nova                                   |
| Rússia                     | Russian Premier League  | 1       | Nova                                   |
| Suíça                      | Raiffeisen Super League | 1       | Nova                                   |
| Tailândia                  | Thai Premier League     | 1       | Novavia DLC 2.00                       |
| Turquia                    | SporToto Super Lig      | 1       | Nova                                   |
| Europa                     | PEU League              | 4       | Continua                               |
| Ásia                       | PAS League              | 4       | Continua                               |
| América Latina             | PLA League              | 4       | Continua                               |

1: Competição licenciada por completo.
2: Logo, nome e troféu da competição não estão licenciados, mas o nome, escudo e uniformes de todos os clubes estão licenciados.
3: Logo, nome e troféu da competição não estão licenciados, mas o nome, escudo e uniformes de alguns clubes estão licenciados.
4: Logo, nome e troféu da competição não estão licenciados, e nem o nome, escudo e uniformes de quaisquer clubes.
5: Logo, nome e troféu da competição estão licenciados, mas o nome, escudo e uniformes de alguns clubes não estão licenciados.
6: Logo, nome e troféu da competição estão licenciados, mas o nome e aparência de alguns jogadores não estão licenciados.

#### Campeonato Brasileiro
Em PES 2019, a Konami deu grande importância novamente ao futebol brasileiro, anunciando novas parcerias com clubes grandes do país como Palmeiras e São Paulo. Além disso, vários jogadores conhecidos do nosso futebol tiveram seus rostos fielmente recriados no game, como Lucas Paquetá, Miguel Borja, Éverton e Jadson. Um problema recorrente nas últimas edições do game foram os jogadores genéricos do Brasileirão, porém na versão 2019 apenas América Mineiro, Bahia, Botafogo e Grêmio estão com todos os seus jogadores genéricos, o que comprova o avanço da Konami no processo de obtenção de licença dos jogadores no Brasil que precisa ser feito jogador por jogador, o que dificulta e por vezes atrasa o trabalho da empresa. Após a DLC 3.0 somente Botafogo e Grêmio estão com todos os seus jogadores genéricos.

#### Outros clubes da Europa
No início de Junho de 2018 foi anunciado que o acordo com o Borussia Dortmund foi rompido precocemente pelo clube, que havia recebido uma proposta da EA Sports, produtora do jogo concorrente FIFA 19. Portanto em 4 de Junho de 2018 foi anunciado o acordo com o Schalke 04, clube tradicional da Alemanha, que inclui seu estádio com o túnel, do mesmo jeito que acontecia no acordo com o Borussia Dortmund.
- Dinamo Zagreb
- AEK Atenas
- Olympiakos Piraeus
- Panathinaikos
- PAOK
- Bayer Leverkusen
- FC Schalke 04
- Slavia Praga
- Steaua Bucareste
- Malmö FF
- Dynamo Kyiv
- Shakhtar Donetsk

#### Outros da América Latina
- Red Bull Brasil
- Alianza Lima
- Sporting Cristal

#### Clubes daAFC Champions League
- Melbourne Victory
- Sydney FC
- Guangzhou Evergrande FC
- Shanghai Shenhua FC
- Shanghai SIPG FC
- Tianjin Quanjian FC
- Kitchee SC
- Esteghlal FC
- Persepolis FC
- Tractor Sazi
- Zob Ahan FC
- Cerezo Osaka
- Kashima Antlers
- Kashiwa Reysol
- Kawasaki Frontale
- Jeju United
- Jeonbuk Hyundai Motors
- Suwon Samsung Bluewings
- Ulsan Hyundai
- Al-Ahli
- Al-Hilal
- Al-Duhail SC
- Al-Gharafa SC
- Al-Rayyan
- Al Sadd SC
- Buriram United FC
- Al Ain Club
- Al-Jazira Club
- Al-Wahda Club
- Al Wasl Dubai
- Lokomotiv Tashkent
- Nasaf Qarshi

### Competições Internacionais
- Copa Internacional (Copa do Mundo FIFA)
- Copa Interclubes (Mundial de Clubes)
- Copa Européia (Eurocopa)
- Copa Africana (Copa Africana de Nações)
- Copa da América (Copa América)
- Copa Ásia/Oceania (Copa da Ásia)
- Taça de Clubes da Europa (Liga dos Campeões da Europa)
- Copa Masters Europa (Liga Europa da UEFA)
- European Super Cup (Supercopa da UEFA)
- Torneio de Clubes Sul-americanos (Copa Libertadores da América)
- International Champions Cupnovo

## Estádios
PES 2019 contou com mais de 40 estádios na época do lançamento, e mais outros foram adicionados em pacotes de dados:
1. Veltins-Arena
2. Celtic Park via DLC 4.0
3. Ibrox Stadium via DLC 4.0
4. Camp Nou
5. Amsterdam Arena
6. De Kuip via DLC 2.00
7. Anfield
8. Emirates Stadium
9. Estádio Giuseppe Meazza, em duas versões diferentes: San Siro (representando o Milan) e Giuseppe Meazza (representando a Inter)
10. Stadio Olimpico
11. Stade Louis II via DLC 2.00
12. Estádio José Alvalade
13. St. Jakob-Park
14. Estádio Şükrü Saracoğlu
15. Arena Corinthians
16. Allianz Parque
17. Estádio do Maracanã
18. Estádio Beira-Rio
19. Vila Belmiro
20. Estádio do Morumbi
21. Estádio do Mineirão (no lançamento estava como Toca da Raposa III, após a DLC 3.0 o nome do estádio voltou a ser Mineirão)
22. São Januário
23. Palestra Itália via DLC 3.00
24. Monumental de Núñez
25. La Bombonera
26. Estadio Nacional de Santiago
27. Estadio Monumental David Arellano
28. Estádio Alejandro Villanueva
29. Saitama Stadium

### Estádios genéricos
1. KONAMI Stadium
2. Neu Sonne Arena
3. Metropole Arena
4. Hoofdstad Stadion
5. Estadio Campeones
6. Estadio de Escorpião
7. Estadio del Nuevo Triunfo
8. Stade de Sagittaire
9. Stadio Orione
10. Burg Stadion
11. Estadio del Martingal
12. Rose Park Stadium
13. Coliseo de los Deportes
14. Sports Park
15. Village Road
16. Stadio Nazionale
17. Estadio del Tauro
18. PES LEAGUE Stadium
19. eFootball.Pro Arena via DLC 2.00

## Lendas MyClub
Os seguintes jogadores foram anunciados para serem lendas do modo MyClub de PES 2019:
| Jogador              | Notas    | Notas |
| -------------------- | -------- | ----- |
| David Beckham        | Continua |       |
| Diego Maradona       | Continua |       |
| Pavel Nedved         | Continua |       |
| Patrick Vieira       | Continua |       |
| Oliver Kahn          | Continua |       |
| Lothar Matthäus      | Continua |       |
| Johan Cruyff         | Continua |       |
| Ruud Gullit          | Continua |       |
| Paolo Maldini        | Continua |       |
| Cafu                 | Continua |       |
| Roberto Carlos       | Continua |       |
| Romário              | Continua |       |
| Ronaldinho Gaúcho    | Continua |       |
| Bebeto               | Continua |       |
| Zico                 | Continua |       |
| Michael Owen         | Continua |       |
| Robbie Fowler        | Continua |       |
| Steven Gerrard       | Continua |       |
| Kevin Keegan         | Continua |       |
| Steve McManaman      | Continua |       |
| Ian Rush             | Continua |       |
| Kenny Dalglish       | Continua |       |
| Alessandro Del Piero | Continua |       |
| Marcelo Salas        | Continua |       |
| Iván Zamorano        | Continua |       |
| Luis Figo            | Continua |       |
| Diego Aguirre        | Novo     |       |
| Adriano Imperador    | Novo     |       |
| Álvaro Recoba        | Novo     |       |
| Esteban Cambiasso    | Novo     |       |
| Youri Djorkaeff      | Novo     |       |
| Robert Pirès         | Novo     |       |
| Sol Campbell         | Novo     |       |
| Fredrik Ljungberg    | Novo     |       |
| Emmanuel Petit       | Novo     |       |
| Gilberto Silva       | Novo     |       |
| Denílson             | Novo     |       |
| Raí                  | Novo     |       |
| Diego Lugano         | Novo     |       |
| Gabriel Batistuta    | Novo     |       |
| Ludovic Giuly        | Novo     |       |
| Ricardo Rocha        | Novo     |       |
| Francesco Totti      | Novo     |       |
| Hidetoshi Nakata     | Novo     |       |
| Park Ji-Sung         | Novo     |       |
| Christian Abbiati    | Novo     |       |
| Franco Baresi        | Novo     |       |
| Daniele Massaro      | Novo     |       |
| Dida                 | Novo     |       |